# Palazzo Gio Battista Grimaldi (vico San Luca)
Il palazzo Gio Battista Grimaldi è un edificio storico italiano, sito in vico San Luca 4, nel centro storico di Genova. È uno dei Palazzi dei Rolli che furono designati, al tempo della Repubblica di Genova, a ospitare gli ospiti di alto rango durante le visite di stato per conto del governo genovese.
L'edificio è fra i 42 palazzi dei rolli selezionati e dichiarati Patrimonio dell'umanità dall'UNESCO il 13 luglio 2006.

## Storia

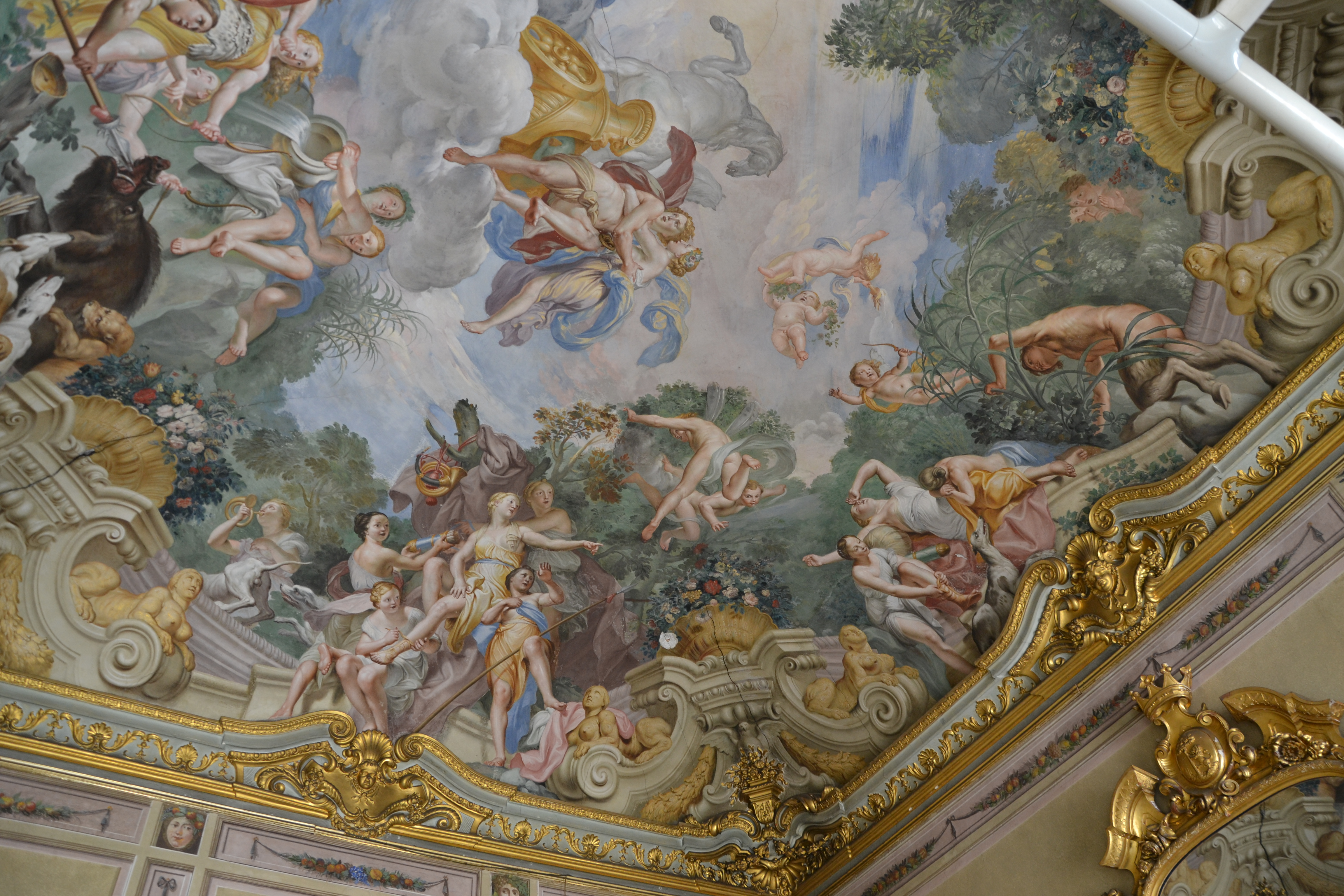
Lorenzo De Ferrari, Caccia di Diana, volta di un salone

Il palazzo fu fatto costruire dal Marchese Giovanni Battista Grimaldi attorno al 1610, sulla preesistenza di quattro unità abitative a schiera impostate sopra un portico continuo denominato nel XIII secolo "volte dei Grimaldi". Per favorire la realizzazione del nuovo manufatto, si rende necessario lo sfondamento del vico San Luca. inizialmente ritenuto un progetto dell'Alessi, è oggi attribuito all'architetto lombardo Andrea Vannone.
Presente in tutti i rolli di Genova, l'edificio fu compreso nella edizione rubensiana dei Palazzi di Genova del 1622. Conserva la sua connotazione di palazzo nobiliare moderno, leggibile soprattutto attraverso il sistema atrio-scala, le soluzioni distributive e il prospetto, rimasti invariati fino ad oggi. Nel settecento i Grimaldi finanziarono un vasto ciclo di affreschi tardobarocchi, realizzati da Lorenzo De Ferrari.
Negli ultimi secoli, dopo il doge della Repubblica di Genova Pier Francesco Grimaldi (1773-1775), è stato anche di proprietà delle famiglie Pratolongo, Brignole e Cattaneo di Belforte. Il Marchese Niccolò Brignole, che lo acquistò nel 1865, commissionò importanti lavori di decorazione e abbellimento dello scalone, dei due piani nobili e del Belvedere superiore. 
Attualmente ospita uno studio di architettura.

## Descrizione
Due saloni del piano nobile conservano le decorazioni commissionate da Luca Grimaldi, Doge di Genova dal 1728. Si tratta di opere realizzate da Lorenzo de Ferrari, ultimo esponente della celebre famiglia di affrescatori, probabilmente databili al terzo decennio del Settecento. Nella sala della Caccia di Diana, sulla volta interamente coperta ad affresco campeggia al centro il mito di Aurora e Cefalo, mentre ai lati è rappresentata la dea Diana che risveglia le sue ancelle e le sprona nella caccia al cinghiale, osservate da lontano dai satiri. La sala con La Giustizia che regge le insegne del potere, reca ancora l'intera decorazione che ricopre senza soluzione di continuità le pareti ed il soffitto, concepita dal de Ferrari con probabile intento celebrativo nei confronti del Doge Grimaldi. La giustizia, al centro, è circondata dalle allegorie degli effetti della buona giustizia e della cattiva giustizia.

## Galleria d'immagini

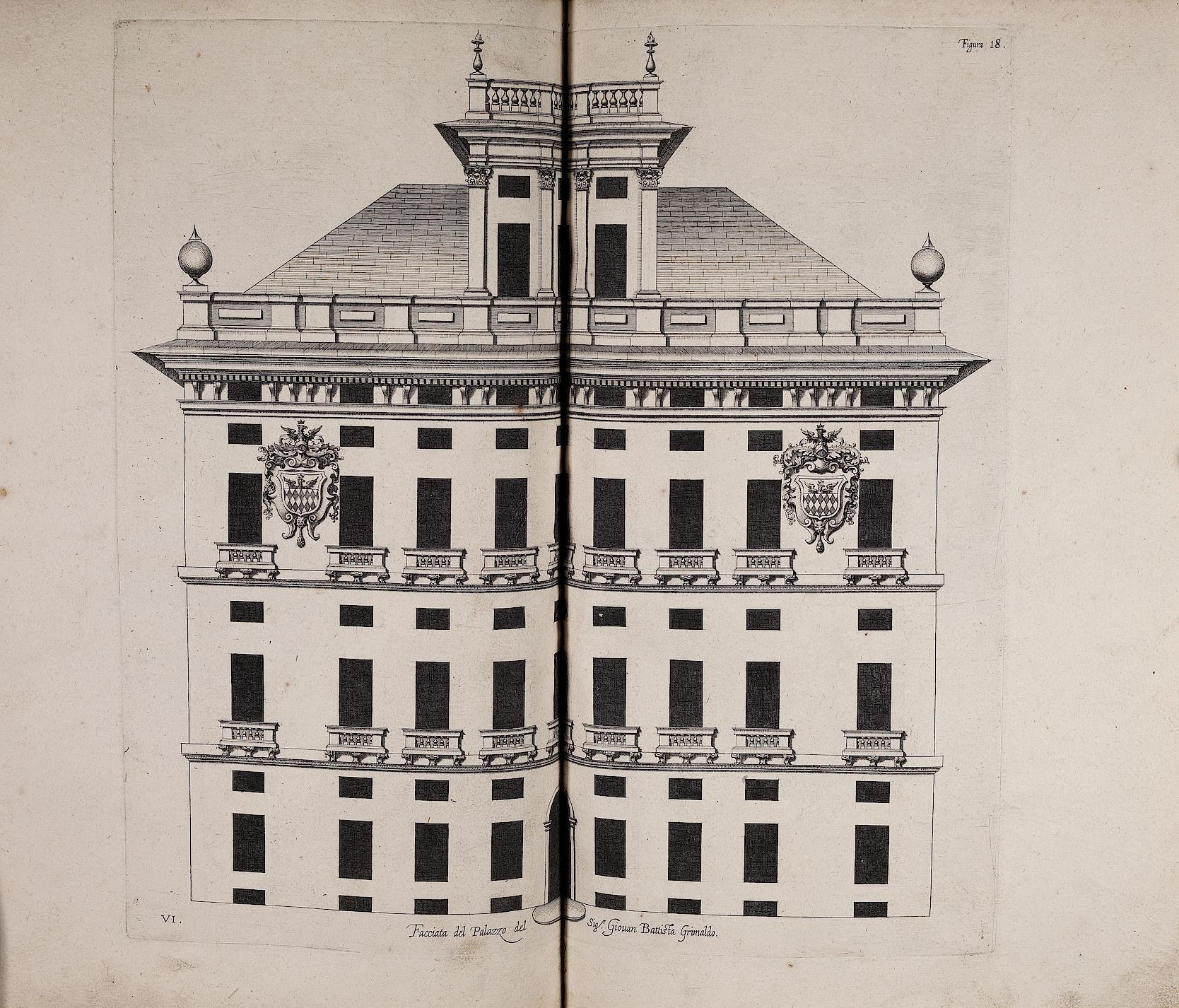
Pieter Paul Rubens - Palazzi di Genova, vol. II
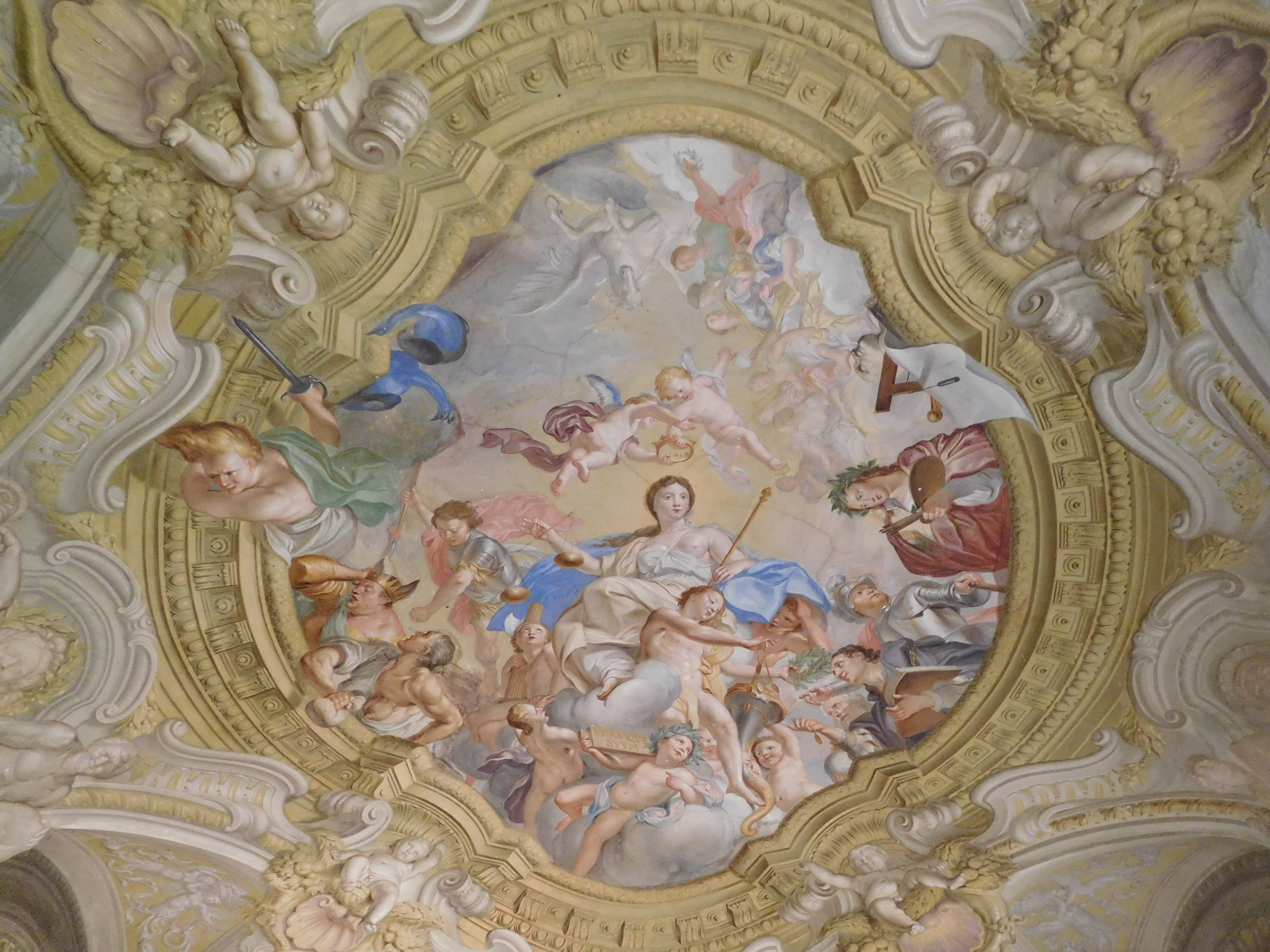
Lorenzo De Ferrari, Allegoria della Giustizia
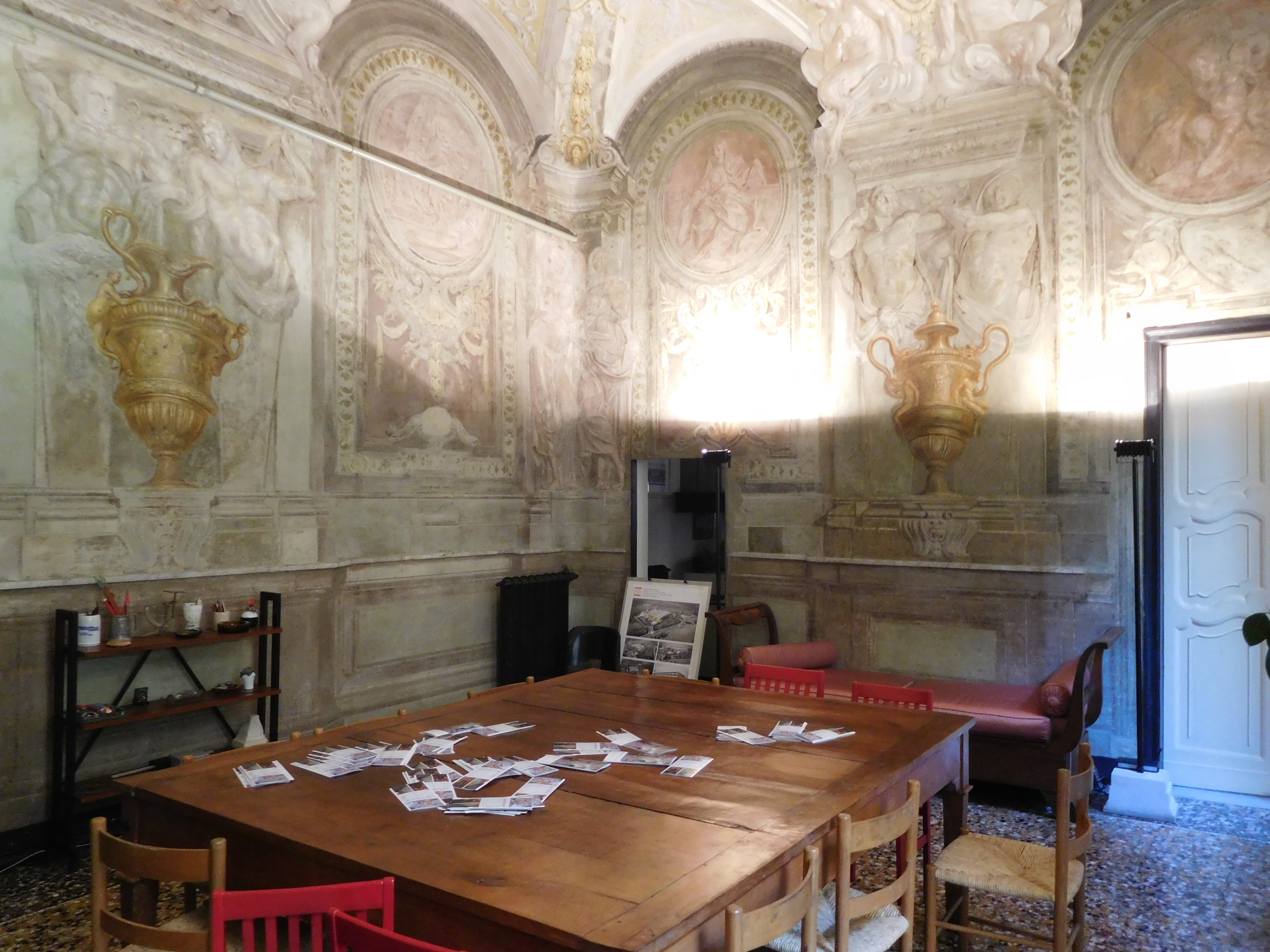
Sala della Giustizia